# هومن جوکار

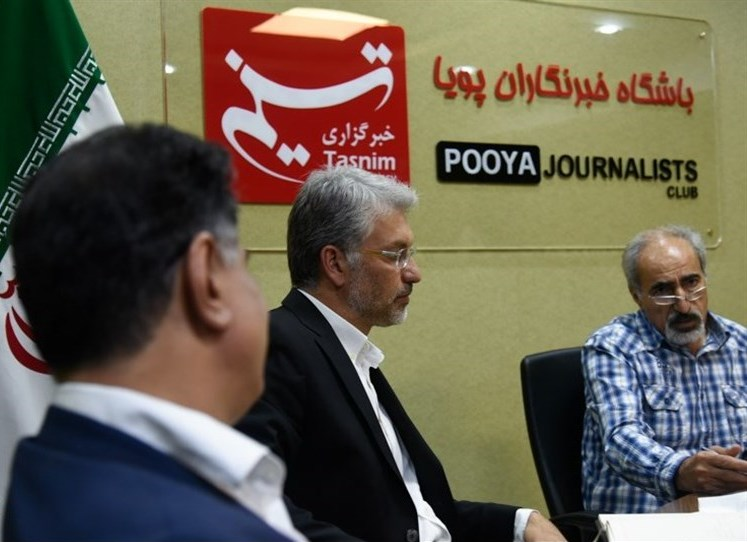
هومن جوکار (وسط تصویر) در نشست خبرگزاری تسنیم - ۱۳۹۵

هومن جوکار از اعضای هیئت مؤسس مؤسسه مردم نهاد مؤسسه حیات وحش میراث پارسیان و رئیس پروژه بین‌المللی حفاظت از یوز ایرانی و از بازداشت‌شدگان فعالان محیط زیست در ایران است.
سپیده کاشانی همسر او نیز از بازداشت‌شدگان فعالان محیط زیست در ایران می‌باشد.

## فعالیت‌ها
جوکار در سی اردیبهشت ۱۳۸۷ مؤسسه مردم نهاد میراث پارسیان را به همراه کاووس سیدامامی و نیلوفر بیانی ثبت کرد. این مؤسسه پس از چهار سال توانست در سال ۱۳۹۱ مجوز فعالیت خود را به عنوان یک سازمان مردم‌نهاد از نیروی انتظامی دریافت کرد و به فعالیت در زمینه حفاظت از یوزپلنگ‌های ایرانی پرداخت. پس از مدتی این مؤسسه مجری پروژه بین‌المللی حفاظت از یوز ایرانی با مشارکت برنامه عمرانی سازمان مللی متحد و سازمان محیط زیست انتخاب و هومن جوکار به عنوان رئیس این پروژه انتخاب شد.

## بازداشت و زندان
هومن جوکار به همراه همسرش سپیده کاشانی و امیرحسین خالقی، سام رجبی، طاهر قدیریان، نیلوفر بیانی، مراد طاهباز و کاووس سیدامامی در اوایل بهمن‌ماه ۱۳۹۶ توسط اطلاعات سپاه به اتهام‌های جاسوسی به نفع سیا و موساد و افساد فی الارض دستگیر شد. دو هفته پس از بازداشت، به خانواده کاووس سیدامامی اعلام شد که او در زندان «خودکشی» کرده است ادعایی که با تردید گسترده روبرو شد.

### حکم
جوکار در حالی در دادگاه به اتهام جاسوسی محاکمه شد که وزارت اطلاعات به عنوان مرجع اصلی تشخیص جاسوسی در کشور این اتهام را نپذیرفت. در زمستان ۱۳۹۸ و پس از یک سال بازداشت موقت، دادگاه انقلاب تهران شعبه ۱۵ به ریاست قاضی ابوالقاسم صلواتی طی پنج جلسه جوکار و دیگر متهمان را محاکمه کرد. در این دادگاه او از اتهام افساد فی‌الارض تبرئه و به اتهام جاسوسی برای موساد و سیا به ۸ سال زندان محکوم شد.
در این دادگاه متهمان بارها در مورد تهدیدها، اعمال شکنجه در زمان بازداشت انفرادی و شکنجه روانی، تهدید به قتل، تهدید به تزریق داروهای توهم‌زا و تهدید به دستگیری و قتل اعضای خانواده خود اعتراض کردند و اعترافات خود را تحت اجبار و با توجه به شکنجه و ضرب و شتم و مشکلات بیان‌شده خوانده و فاقد اعتبار دانستند.

### زندان
جوکار در طول ۱۳۰۰ روز زندان خود از امکان مرخصی محروم بود. پس از بیماری پدرش به او یک بار اجازه دیدار با پدرش در بیمارستان به‌صورت تحت‌الحفظ داده شد ولی او امکان حضور و مرخصی برای ماندن در کنار خانواده به دلیل بیماری سخت پدرش را نیافت و علی‌رغم درخواست بیش از ۱۴۰۰ فعال مدنی و زیست‌محیطی برای مرخصی به او تنها پس از فوت پدرش به او مرخصی داده شد.

### آزادی
او در تاریخ بیستم فروردین‌ماه ۱۴۰۳ پس از گذشت بیش از پنج سال حبس، از زندان اوین آزاد شد.

## واکنش‌های بین‌المللی
عفو بین‌الملل طی بیانیه خواستار آزادی متهمان پرونده فعالان زیست‌محیطی شد.
دیده‌بان حقوق بشر نیز ابراز نگرانی خود را از سرنوشت این بازداشت‌شدگان اعلام و درخواست آزادی آنان را داشته است. مایکل پیج، معاون مدیر بخش خاورمیانه دیده‌بان حقوق بشر، گفت «اعضای مؤسسه میراث حیات وحش پارسیان بیش از ۵۵۰ روز پشت میله‌های زندان به سر برده‌اند و مقامات ایران هیچ مدرکی دربارهٔ جرایم ادعایی‌شان ارائه نکرده‌اند.» وی افزود «مقامات ایران باید گام به تعویق افتاده آزاد کردن همه مدافعان حیات وحش به خطر افتاده ایران را اجرا کند و به این بی‌عدالتی علیه آنها خاتمه دهد.»
برنامه محیط زیست سازمان ملل متحد با انتشار بیانیه‌ای در مورد بازداشت و دادگاه هشت فعال محیط زیست در ایران اعلام کرد که نگرانی خود را با مقامات ایرانی در این زمینه در میان گذاشته است و خواستار برگزاری دادگاهی منصفانه، شفاف و مستقل شد.